# Böhönye
Böhönye ist eine ungarische Gemeinde im Kreis Marcali im Komitat Somogy.

## Geografische Lage
Böhönye liegt 31 Kilometer nordwestlich des Komitatssitzes Kaposvár, 20 Kilometer südlich der Kreisstadt Marcali, an dem Fluss Rinya. Nachbargemeinden sind Nemeskisfalud, Segesd, Vése und Nagybajom.

## Geschichte
Im Jahr 1913 gab es in der damaligen Kleingemeinde 445 Häuser und 2880 Einwohner auf einer Fläche von 10.672 Katastraljochen. Sie gehörte zu dieser Zeit zum Bezirk Marczal im Komitat Somogy.

## Gemeindepartnerschaften
- Ghimeș, Rumänien
- Sokolovac, Gespanschaft Koprivnica-Križevci, Kroatien

## Söhne und Töchter der Gemeinde
- Zsigmond Pete (1825–1883), Arzt und Chirurg

## Sehenswürdigkeiten
- Denkmal der Märtyrer von Arad (1849-es Aradi vértanúk emlékére)
- Glockenturm (Harangtorony), erbaut um 1700
- Reformierte Kirche, erbaut 1787, erneuert und erweitert 1840; der Turm wurde in den 1880er Jahren hinzugefügt
- Römisch-katholische Kirche Magyarok Nagyasszonya, erbaut 1943–1945
- Römisch-katholische Kapelle Szent Illés próféta, erbaut 1760–1765
- Schloss Festetics (Festetics-kastély)
- Standbild des heiligen Johannes Nepomuk (Nepomuki Szent János-szobor)
- Szent-Flórián-Denkmal
- Trianon-Denkmal, erschaffen von Norbert Kücsön
- Weltkriegsdenkmal (I. világháborús emlékmű)
- Zsigmond-Pete-Gedenktafel (Dr. Pete Zsigmond-emléktábla)

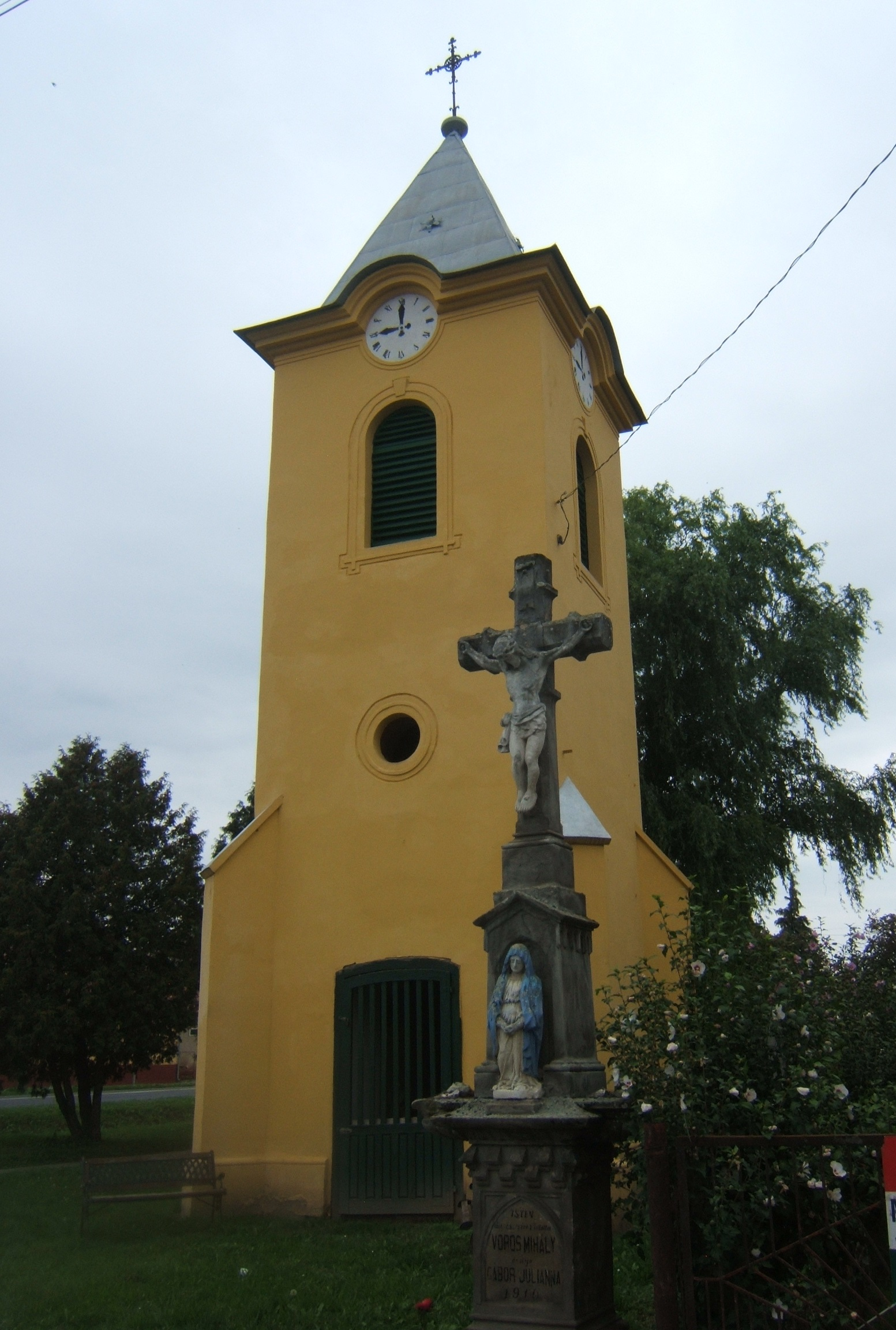
Glockenturm
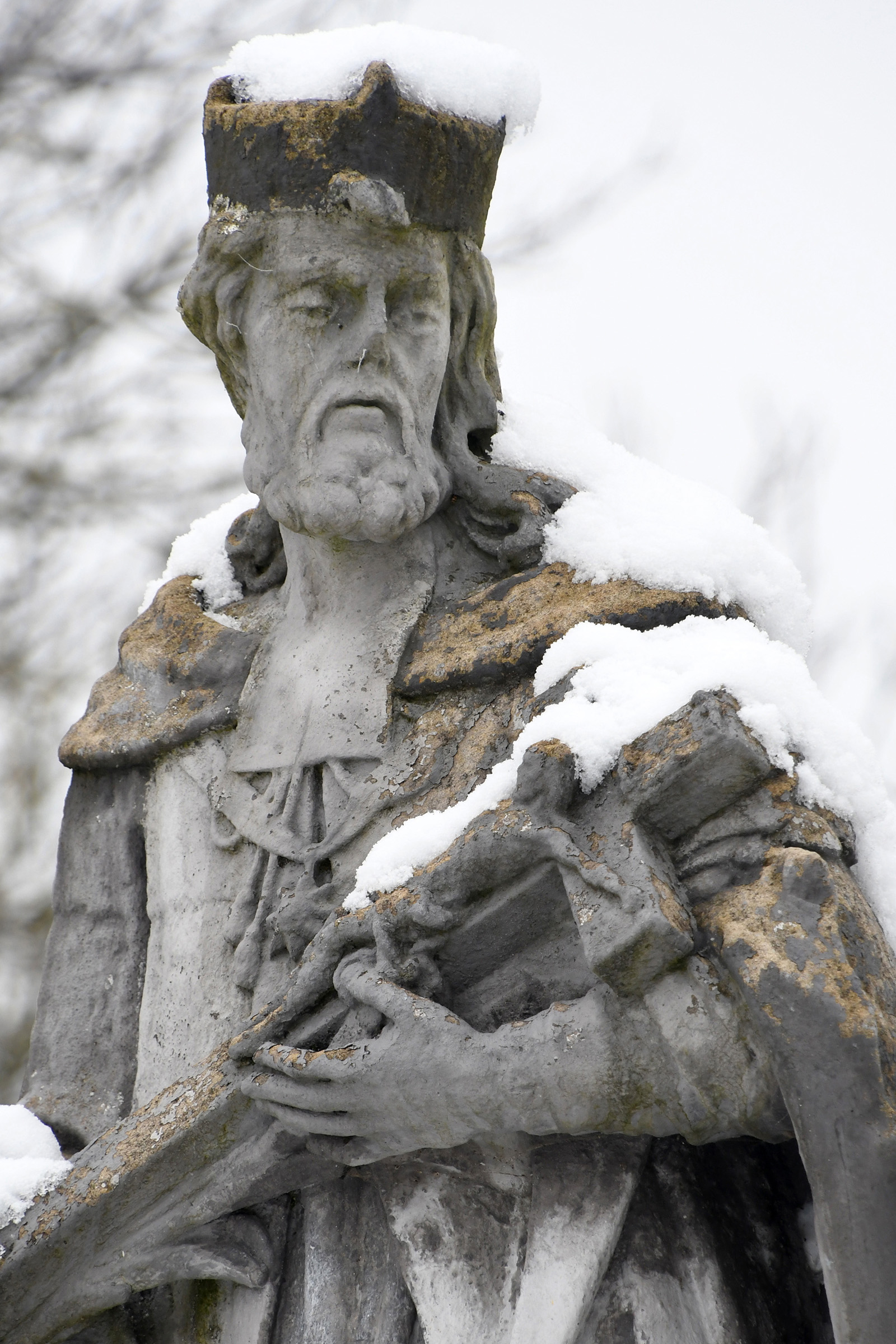
Nepomuki-Szent-János-Statue
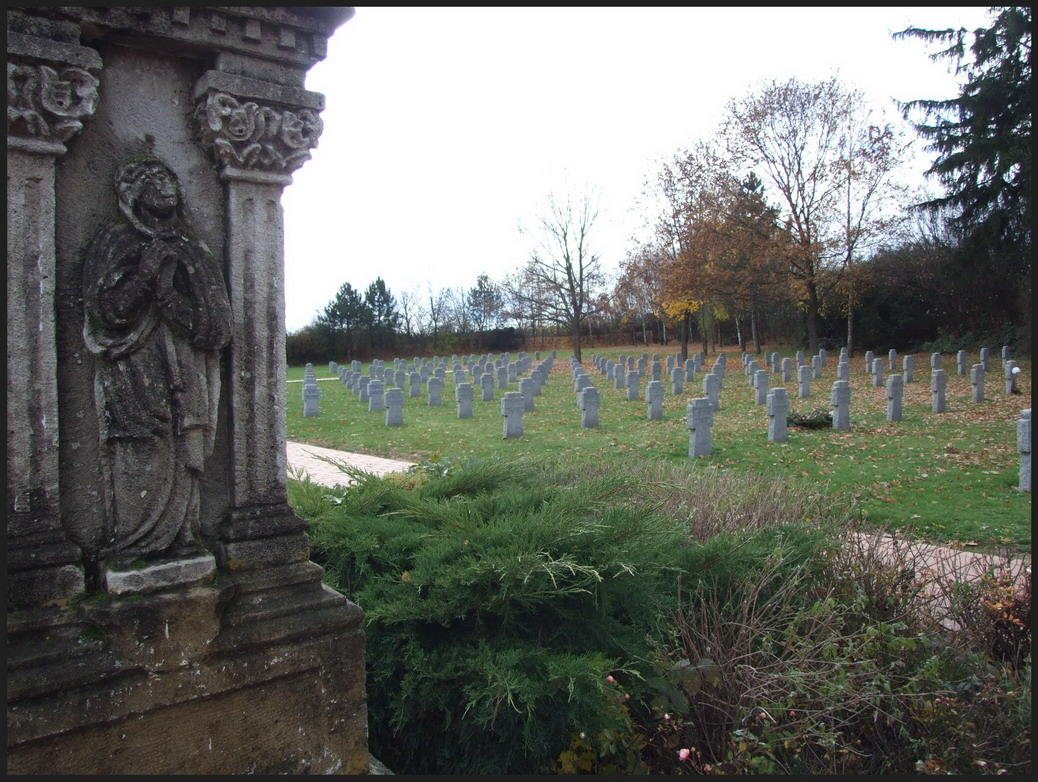
Kriegsgräberstätte

## Verkehr
In Böhönye kreuzen sich die Hauptstraßen Nr. 61 und Nr. 68 (letztere zugleich Europastraße 661). Die nächstgelegenen Bahnhöfe befinden sich südlich in Ötvöskónyi und südöstlich in Jákó-Nagybajom.